# Halowe Mistrzostwa Europy w Lekkoatletyce 1975 – trójskok mężczyzn
Trójskok mężczyzn – jedna z konkurencji technicznych rozgrywanych podczas halowych lekkoatletycznych mistrzostw Europy w hali Rondo w Katowicach. Rozegrano od razu finał 8 marca 1975. Zwyciężył reprezentant Związku Radzieckiego Wiktor Saniejew, który był mistrzem w tej konkurencji w 1970, 1971 i 1972. Tytułu zdobytego na poprzednich mistrzostwach nie obronił Michał Joachimowski z Polski, który tym razem zdobył srebrny medal.

## Rezultaty
Rozegrano od razu finał, w którym wzięło udział 11 skoczków.

Opracowano na podstawie materiału źródłowego.
| Poz. | Zawodnik              | Reprezentacja  | Próby | Próby | Próby | Próby | Próby | Próby | Wynik |
| Poz. | Zawodnik              | Reprezentacja  | 1     | 2     | 3     | 4     | 5     | 6     | Wynik |
| ---- | --------------------- | -------------- | ----- | ----- | ----- | ----- | ----- | ----- | ----- |
| 01 ! | Wiktor Saniejew       | ZSRR           | 16,60 | x     | x     | 16,59 | 16,79 | 17,01 | 17,01 |
| 02 ! | Michał Joachimowski   | Polska         | 16,38 | x     | 15,35 | 16,54 | 16,80 | 16,90 | 16,90 |
| 03 ! | Giennadij Biessonow   | ZSRR           | 16,53 | 16,64 | x     | x     | 16,78 | 16,39 | 16,78 |
| 4.   | Carol Corbu           | Rumunia        | 16,41 | x     | 16,18 | x     | 14,02 | 16,66 | 16,66 |
| 5.   | Wałentyn Szewczenko   | ZSRR           | 16,25 | 16,25 | 16,60 | x     | x     | 16,43 | 16,60 |
| 6.   | Eugeniusz Biskupski   | Polska         | 16,55 | 15,82 | 16,23 | x     | 16,56 | x     | 16,56 |
| 7.   | Christian Valétudie   | Francja        |       |       |       |       |       |       | 16,31 |
| 8.   | Wolfgang Kolmsee      | RFN            |       |       |       |       |       |       | 16,14 |
| 9.   | Jiří Vyčichlo         | Czechosłowacja |       |       |       |       |       |       | 15,74 |
| 10.  | Wojciech Spychalski   | Polska         |       |       |       |       |       |       | 15,69 |
| 11.  | Jean-Hervé Stièvenart | Francja        |       |       |       |       |       |       | 15,58 |